# 루벤 다리오역
루벤 다리오 역(스페인어: Rubén Darío)은 마드리드 지하철 5호선의 역이다. 마드리드 살라망카 구의 에두아르도 다토 거리에서 루벤 다리오 로터리와 접한 지점에 위치해 있다. 역명은 니카라과의 시인인 루벤 다리오에서 따왔다. 요금구역상으로는 A구역에 속한다.

## 역사
1970년 2월 26일 5호선의 카야오-벤타스 구간이 개통되면서 3월 2일부터 일반영업에 들어갔다.

## 환승 정보
역 주변에 시내버스 정류장이 여섯 곳 있다.
버스
- 시내버스
  - 5, 14, 27, 45, 150번 노선 (카스텔라나 거리 방면), 7, 40, 147번 노선 (글로리에타 데 루벤 다리오 방면) (주간)
  - N1, N22, N24번 노선 (카스텔라나 거리 방면, 야간)

지하철
| 마드리드 지하철                     | 마드리드 지하철       | 마드리드 지하철                |
| ----------------------------------- | --------------------- | ------------------------------ |
| 누녜스 데 발보아 알라메다 데 오수나 | 마드리드 지하철 5호선 | 알론소 마르티네스 카사 데 캄포 |